# Berkūks
El berkūks (en árabe: برْكُوكْس‎) o berkūkš (بركوكش) es una pasta con forma de bolitas típica de la cocina magrebí, hecha con sémola de trigo duro. Se considera una versión más grande del cuscús, y se cocina de igual manera o en un caldo de carne servido con legumbres y verduras estofadas.

## Terminología
Este plato tradicional recibe multitud de nombres según la región. Se conoce como berkūkš o berkúksh (بركوكش) en Marruecos, Túnez y Libia; berkūks (بركوكس) en Argelia, que deriva de la palabra amazig ⴱⵔⴽⵓⴽⵙ brkuks, abreviación de aberkeskesu. Se compone de ber, prefijo aumentativo, y keskes, ‘cuscús’. Dicho de otro modo, ‘cuscús grande’. También recibe otros nombres:
- Mḥmaṣa (محمصة), mardūd (مردود)
- ʿAish (عيش), término que literalmente significa ‘vida, sustento’, y referido a la comida se usa para denominar el alimento básico según el lugar –‘pan’ en el árabe egipcio, ‘arroz’ en el árabe del golfo, etcétera.
- En Egipto, mufatla (مفتلة) o al-basīs al-ṣaʿīdī (البسيس الصعيدي)
- avazine, gasâa, taziwa, etc.[4]

## Historia
El berkūks ya es mencionado por autores medievales como . También es mencionado por el escritor murciano Ibn Razīn al-Tuŷībī en su libro Fiḍālat al-Jiwān fī Ṭayyibāt al-Ṭaʿām wa-l-Alwān en una receta de sopa que contiene «granos tan grandes como pequeños garbanzos» elaborados a partir de una masa trabajada y aplanada mano, que «son llamados zebzine por los andaluces y conocida por la gente del otro lado [los magrebíes] como berkus».
Una variante de este plato que incorpora alholva, el berkūks bi zaʿatar, era usada en el ámbito médico como alimento para la convalecencia.

## Variantes

### Argelia
Existe en el Aurès, especialmente en Batna, una versión llamada aïch el har bel gueddid, donde los granos de berkūks son acompañados por una salsa de chile rojo, y carne salada seca ; es un plato de invierno en la región. Otros añaden klil (leche cuajada seca), khlii (grasa animal, seca) y dhane (mantequilla salada), así como aceite de oliva. El plato es típicamente chaoui.
En el Oeste de Argelia, es especialmente preparado en ocasión de algunas celebraciones, el mawlid (la conmemoración del nacimiento de Muhammad, el Profeta del islam) en Sidi Bel Abbes, o yennayer (año nuevo amazig) en Tlemcen.
En Kabylie, el berkūks  es el plato de algunas celebraciones: nacimientos, primer diente, el inicio de la labranza, etc.

### Marruecos
En Marruecos, este plato también es conocido como berkūkš. Su uso, sin embargo, está desapareciendo en este país, que prefiere la pasta seca, en detrimento de la pasta fresca, incluso si el "arte" del berkūkš sigue siendo ejercido por algunas mujeres.

### Túnez
La pasta se prepara a mano de sémola de trigo (en el verano en la ocasión de la ula en Túnez) y expuesta al sol, se seca y luego se conserva.
La pasta se cocina en la sopa picante con tomate, cebolla, alimentos ricos en almidón (garbanzos, campo de frijoles, lentejas o guisantes).